# Онейроидный синдром
Онейро́идный синдро́м (онейро́ид) (от др.-греч. ὄνειρος — сновидение, εἶδος — вид), шизофрени́ческий дели́рий — психопатологический синдром, характеризующийся особым видом качественного нарушения сознания (онейроидная, грезоподобная дезориентировка) с наличием развёрнутых картин фантастических сновидных и псевдогаллюцинаторных переживаний, переплетающихся с реальностью. Дезориентировка во времени и пространстве (иногда и в собственной личности) при онейроиде отличается и от оглушения (характеризующегося отсутствием ориентировки), и от аменции (характеризующейся постоянным безрезультатным поиском ориентировки) — при онейроиде больной является участником переживаемой псевдогаллюцинаторной ситуации. Окружающие люди могут включаться больным в виде участников в переживаемую ситуацию. Одним из признаков онейроида является дезориентация в личности галлюцинируемого, изменение субъекта восприятия, трансформация Я, например, превращение в птицу или дерево.

## История
Понятие «онирический бред» (см. ониризм) впервые использовал Э. Регис в 1894 году при описании психозов при инфекциях и интоксикациях. Термин «онейроидный бред» предложил французский психиатр Г. Г. де Клерамбо в 1909. В 1924 онейроид как синдром был впервые описан В. Майер-Гроссом в книге «Описание спутанности сознания. Форма онейроидного переживания» (нем. «Selbstschilderungen der Verwirrtheit. Die oneroide Erlebnisform»). В 1961 болгарский психиатр С. Т. Стоянов исследовал динамику процесса. Онейроид описывался преимущественно при психозах, относящихся теперь к рекуррентной шизофрении. При ней он возникает в наиболее законченной форме, а его развитие проходит ряд последовательных этапов.

## Классификация
По классификации академика А. В. Снежневского онейроид распределяют по следующим признакам:
1. По ориентации в событиях окружающего мира:
  1. Грёзоподобный онейроид — собственное Я видоизменено, пациенты полностью отрешены от внешнего окружения и погружены в события в их воображении;
  2. Фантастически-иллюзорный онейроид — фрагменты реального мира смешаны с фантастическими представлениями.
2. По содержанию и преобладающему аффекту (см. ниже):
  1. Экспансивный;
  2. Депрессивный.

Эта классификация не утратила значения до настоящего времени.
В современной МКБ-10 нет такого понятия, как «онейроид». Оно включено в гораздо более широкое понятие «делирий», которое в классификаторе обозначает любое расстройство сознания (в том числе аменцию, оглушение, алкогольный делирий, травматический и сосудистый делирий).

## Эпидемиология
Развернутый онейроидный синдром встречается с подросткового возраста, чаще вместе с кататоническим ступором. У детей дошкольного возраста (3—7 лет) возможны его инициальные проявления, школьного — симптомы фрагментарны. У людей пожилого возраста онейроид встречается редко.

## Патогенез и патанатомия
В течение онейроида иногда (не все психиатрические школы) различают несколько этапов: начальный (стадия аффективных расстройств), стадия бредового настроения, стадия бреда инсценировки с ложными узнаваниями, стадия фантастической парафрении, стадия истинного онейроида.

## Клиническая картина

### Этапы развития онейроида
Классический онейроид имеет свои этапы развития. По С. Т. Стоянову они следующие:
1. Вегетативные и общесоматические нарушения.
2. Бредовое настроение.
3. Аффективно-бредовая дереализация и деперсонализация.
4. Фантастическая аффективно-бредовая и иллюзорная дереализация и деперсонализация.
5. Онейроидная кататония.

Российская школа психиатрии выделяет весьма похожие этапы развёртывания онейроидного синдрома:
1. Начальный. Характеризуется аффективными расстройствами. Продолжительность — недели—месяцы. Примечание: длительность этапа может радикально отличаться в зависимости от этиологии синдрома.
2. Этап бредового настроения. См. здесь и далее Расстройства мышления и речи. Продолжительность — часы—дни.
3. Этап бреда инсценировки, значения и интерметаморфозы. Продолжительность — дни—недели.
4. Этап острой фантастической парафрении (ориентированного онейроида, деградированный ониризм — Х. Барук, 1938). Продолжительность: часы—несколько дней.
5. Истинный онейроид. Продолжительность: часы—несколько дней.

Симптомы редуцируются в обратном порядке. Такое классическое закономерное развитие онейроида характерно для шизофрении. Его принято называть эндогенным онейроидом. Экзогенно-органический онейроид (кроме сенильного) развивается приступообразно, но его кульминация сходна с такой при шизофрении.

### Расстройства эмоциональной сферы
Онейроид чаще всего начинается именно с нарушений эмоций. Первой появляется лабильность эмоций. Возможно также одностороннее изменение эмоций в сторону негативных или позитивных. Появляются расстройства сна: бессонница, сменяющаяся яркими сновидениями. Возникает страх, опасения больного сойти с ума. В дальнейшем присоединяются бредовые расстройства (см. ниже).
В зависимости от преобладания аффекта различают маниакальный (экспансивный) и депрессивный варианты онейроида. При первом больные чувствуют восхищение, умиление, проникновение и прозрение, при втором — апатию, тревогу, раздражительность, бессилие. Расстройства эмоциональной сферы сопровождаются вегетативными: нарушениями аппетита, головной болью, болью в сердце (кардиалгический синдром). Содержание эмоций отображается на лице пациента. Расстройства эмоциональной сферы, вместе с двигательными (эффекторными) — постоянные спутники онейроида.

### Расстройства мышления и речи
При онейроиде характерно наличие бредовых идей, содержание которых определяется содержанием псевдогаллюциноза. Бред развивается постепенно, после эмоциональных расстройств.
Первым появляется так называемое бредовое настроение: несистематизированный бред преследования, смерти, ипохондрический бред. Возникает частичная дезориентация.
Следующий — бред инсценировки с явлениями символизма. Характерны синдром Фреголи и синдром Капгра, перевоплощение может распространяться в том числе и на вещи. На этой стадии могут быть аффективные вербальные иллюзии, психические автоматизмы (идеаторные), редко вербальные галлюцинации.
На смену им приходит парафренный этап с явлениями вначале образного фантастического ретроспективного, а потом — манихейского бреда. Самосознание больного ещё сохранено. Клинический пример этого этапа:

Больной… рассказал, что был в большом зале с полом, покрытым мраморной плиткой. В зал вели ступеньки, одни сверху, другие - снизу… Сверху по ступенькам спускались ангелы, снизу поднимались демоны, в зале началась грандиозная битва, свидетелем которой стал больной. Сам он участия в борьбе добра и зла не принимал, а только наблюдал её— Битенский В. С., Горячев П. И., Мельник Е. В., «Психиатрия: Курс лекций: Учебное пособие».
Возможно нарушение восприятия времени.
Наконец, наступает так называемый истинный ориентированный онейроид, при котором фантазии больного сосуществуют с ориентировкой в окружающем реальном мире. Самосознание нарушается: больной — полноценный участник событий, происходящих в псевдогаллюцинациях. Вершиной этого является грёзоподобный онейроид. Однако поэтапное, медленное, закономерное развитие бреда, как уже было сказанно, происходит не всегда.
На этапе бреда инсценировки, значения и интерметаморфозы развиваются первые расстройства речи в виде её ускорения или замедления. Речевой контакт с больным при развитом онейроиде почти всегда невозможен.

### Онейроидные галлюцинации
Онейроидные галлюцинации — сценические псевдогаллюцинации, наблюдающиеся при онейроидных состояниях и отличающиеся необычностью и фантастичностью.
Т. н. сновидные, грёзоподобные переживания при онейроиде не имеют внешней проекции, разворачиваются внутри сознания, в субъективном психическом пространстве, поэтому являются не истинным галлюцинозом (в отличие от делирия), а псевдогаллюцинациями (псевдогаллюцинозом). Переживаемые больным картины ярки, часто (хотя необязательно) фантастического содержания. Чаще, зрительные образы сценоподобны, связаны с какой-либо сюжетной линией. Так, например, описывает онейроидные галлюцинации О. В. Кербиков:

В этом состоянии больным кажется, что они совершают межпланетные путешествия, оказываются среди жителей Марса, ведут с ними сражения, собирают на луне необычного вида драгоценные камни. Другие проносятся над неведомыми городами, оказываются на улицах, среди их жителей, участвуют в заговорах и восстаниях. Третьи руководят морскими сражениями с пиратами, преследуют «Летучего голландца». Четвёртые бродят среди доисторических существ, оказываются в толпе жителей древнего Рима, попадают в рай или ад. Пятые присутствуют при всеобщей катастрофе — разрушении зданий, гибели городов, смерти миллионов людей, извержении вулканов, землетрясении, мировых войнах, всеобщих катаклизмах, столкновении планет, распаде земного шара— Кербиков О. В., Коркина М. В., Наджаров Р. А., Снежневский А. В., «Психиатрия».

### Эффекторно-волевые нарушения
Несмотря на то, что больной является участником переживаемых им событий, психомоторное возбуждение для онейроида нехарактерно (оно возможно, но наблюдается редко), напротив, чаще больные лежат в оцепенении, отрешены от окружающего, мимика однообразная, «застывшая». Возможны кататонические расстройства. При этом возникает диссоциация между поведением больного в реальности и в фантастическом содержании онейроида, где он является активным действующим лицом. Это отличает онейроидный синдром от типичного делирия, при котором пациент крайне активен и может нанести вред себе и окружающим. Однако современные исследования показывают, что профессиональный делирий очень близок к онейроиду.
При онейроидном синдроме также наблюдаются расстройства внимания. При фантастически-иллюзорном онейроиде характерна рассеянность внимания, в то время как при грезоподобном онейроиде реальность не привлекает внимания вообще.

### Расстройства памяти
После выхода из онейроидного состояния возможна частичная амнезия, однако она выражена в гораздо меньшей степени, чем при делирии. По данным В. Л. Гавенко, частичная память сохраняется только на болезненные переживания, в то время как на реальные события амнезируется. Это подтверждается и в более ранних исследованиях А. В. Снежневского. О том, что при выходе из онейроида память сохраняется, утверждает и невролог академик А. А. Скоромец. При улучшении состояния больных может наблюдаться антероградная амнезия.

## Диагностика

### Дифференциальный диагноз
Дифференцировать онейроидный синдром в первую очередь необходимо от очень близкого к нему понятия — ониризма. Проявляется он тем, что яркие сновидения больной при пробуждении не отличает от реальности, а ему кажется, что они были в реальности. Критическое отношение, однако, быстро возвращается. При выраженном онирическом синдроме достаточно просто закрыть глаза, чтобы увидеть сновидные переживания. При этом критика исчезает, появляется двигательное возбуждение. Содержание переживаний бытовое или профессиональное. Возможен бред, однако истинные галлюцинации отсутствуют. Возникает ониризм чаще при ожоговой болезни, сепсисе, воспалительных болезнях.

## Болезни, для которых характерен синдром
Развитие онейроидного синдрома возможно при эндогенных и экзогенно-органических психических расстройствах:
1. Экзогенно-органическая форма: при инфекционных (энцефалит), интоксикационных и других соматогенных психозах, пресенильных и сенильных психозах (см. F03 — деменция неуточнённая (чаще при так называемой болезни Крепелина — F03.33)), сосудистой деменции, травматическом поражении головного мозга (черепно-мозговой травме — ЧМТ), эпилепсии, тяжёлой передозировке каннабиноидами, алкогольном делирии[7]. Особенностью онейроида при острой интоксикации (например, ингаляция клея «Момент» с целью наркотического опьянения) является его молниеносное, иногда в течение нескольких минут, развитие[7]. При других экзогенно-органических заболеваниях он тоже начинается и заканчивается сравнительно быстро. Особенностью онейроида при алкогольном делирии, соматогенных и сосудистых психозах и психозах при ЧМТ на ранних этапах развития является ярко выраженная астения, сменяющаяся делирием или оглушением. При ЧМТ и эпилепсии астения может переходить в сумеречное помрачение сознания. При болезни Крепелина перед развернутым онейроидом наступает ажитированно-тревожная депрессия. При всех вышеперечисленных расстройствах онейроидный синдром развивается без классической закономерности, для него характерно смешение с симптомами этих заболеваний[2] (при алкогольном делирии — зооптические галлюцинации, двигательное возбуждение). Не наступает расстройств самосознания. Отсутствуют явления кататонии. Заканчиваться онейроид может переходными симптомами Викка. Онейроидный синдром при экзогенно-органических заболеваниях — свидетельство тяжелого течения болезни, а его переход в аменцию или оглушение — ещё более неблагоприятный признак.
2. Эндогенная — при шизофрении, реже при биполярном аффективном расстройстве. В МКБ-9 существовала категория 295.24 — Кататония онейроидная как вариант шубообразной шизофрении и 295.25 — Кататония онейроидная как вариант периодической шизофрении. Теперь они относятся к F20.2 — Кататоническая шизофрения[7]. При параноидной шизофрении онейроидный синдром может сочетаться с синдромом Кандинского — Клерамбо (синдромом психического автоматизма)[12].